# Poua de Cal Revetllat
La Poua de Cal Revetllat és una obra de Castellterçol (Moianès) inclosa a l'Inventari del Patrimoni Arquitectònic de Catalunya.

## Descripció
Construcció semisubterrània d'estructura cilíndrica coberta amb una cúpula semiesfèrica. La part subterrània de la construcció consta d'una paret circular feta de maçoneria de 8,40 metres de diàmetre amb una filera horitzontal de forats destinats a recolzar-hi les bastides que permetien accedir a l'interior del pou. La part aèria de la construcció consta de 2 metres de paret circular fins a l'entrega de la cúpula i on hi ha dues obertures situades nord-sud de 1 x 1 metres cadascuna. L'altura total de la poua des del terra fins a la clau de la cúpula és de 9,20 metres.

## Història
Els pous de gel es construïren i obtingueren la seva major rendibilitat en el decurs dels segles XVII, XVIII i part del XIX quan la fabricació i comercialització del gel representava una bona font d'ingressos. No obstant, durant la primera meitat del segle XX alguns pous continuaren funcionant, malgrat que l'aparició del gel artificial amb l'arribada de l'electricitat i els transports moderns fessin desaparèixer aquest tipus d'indústria. Els últims pous en funcionament ja no comercialitzaven amb els hospitals, mercats,... de Barcelona, sinó que eren d'ús propi.
Les condicions necessàries per a la construcció d'un pou de glaç, són la proximitat a les vies de comunicació, amb llocs de consum no gaire allunyats i la seva instal·lació en llocs de fortes glaçades i bones aigües. El gel es recollia a l'hivern a les basses o rieres properes al pou. Es tallava en blocs i s'emmagatzemava per capes recobertes de palla, vegetació i gel trossejat dins les poues fins que a l'estiu, segons la demanda, s'anava extraient i transportant dins de sàrries també cobertes de palla i boll.